# 宮澤ミシェル
宮澤 ミシェル（みやざわ ミシェル、1963年7月14日 - ）は、日本の元サッカー選手、サッカー解説者・指導者。現役時代のポジションはディフェンダー。千葉県出身。国士舘大学卒。家族は妻と2男1女。長男はサッカー選手・宮澤勇樹。長女はモデル、タレント（元乃木坂46）の宮澤成良。

## 略歴
1963年にフランス人の父親と日本人の母親の元に生まれ、千葉県千葉市で育ち、小学校からサッカーをはじめる。1979年に千葉県立市原緑高校に入学し、本田裕一郎監督のもとでプレー。速いサッカーを目指す本田監督はテクニックのある宮澤をセンターフォワードで起用した。また、1981年にびわ湖国体で、国体史上初の外国籍選手として出場した。当時未成年だった宮澤は日本とフランスのどちらの国籍を取るか決めかねており、日本国籍はなかった。
1982年、国士舘大学に入学。1986年に日本サッカーリーグのフジタ工業サッカー部に加入。1988年度には天皇杯準優勝を経験した。なお、当時の本名はミシェル・ジュンジ・レジャン(Michel Junji REGENT)で、登録名はミッシェルであった。
1992年、自身の地元・千葉県を本拠とするジェフユナイテッド市原へ移籍。1993年1月には日本国籍を取得し、テクニックがあり、展開力のあるスイーパーとして活躍。
なお日本国籍取得後しばらくは宮澤ミッシェルを名のり、後にフランス語の読みに近い宮澤ミシェルに改めた。宮澤は、母の苗字である。1994年4月、日本代表監督がファルカンになってから初めて発表された日本代表候補に選出されるものの、負傷により合宿への参加を辞退。5月に発表された日本代表には選出されなかった。1995年のJリーグを最後に現役を引退した。
現役引退後は、サッカー解説者として活動し、2010 FIFAワールドカップや2014 FIFAワールドカップ関連のNHKの番組に、解説およびコメンテーターとして出演した。一方で、指導者として帝京高等学校でコーチを務めたり、ユース世代のサッカー教室で指導したりしている。また、Jリーグ入りを目指すツエーゲン金沢を2006年の設立から3年間スーパーバイザーとして支えた。
2010年から2024年まで浦安市の教育委員を務めた。退任に際し、後任に佐藤勇人を推挙した。

## 人物
- 父はクロマティック・アコーディオン奏者のフランス人デデ・モンマルトル（本名アンドレ・レジャン)。演奏旅行で来日した際に日本人女性（のちの宮澤の母）と知り合って結婚。そのまま永住したが、宮澤によれば、日本に馴染もうという気はさらさら無く、「おはよう」と「こんにちは」くらいしか覚えず、味噌汁1杯も飲まなかった、という。逆に息子の宮澤は日本生まれの日本育ち、フランスへは試合でしか行った事がなく、日本語しか解さない。
- 長作小学校時代からサッカーの上手さは周りの地区で有名だったが、水泳は大会の補欠にも入れなかったぐらい苦手であった。
- 日本代表に選出された理由をファルカンに尋ねると「左利きだから」と言われたという。これは左利きで展開力のあるセンターバックという意味であろうと倉敷保雄と幸谷秀巳は発言している[10]。

## 個人成績
| 国内大会個人成績 | 国内大会個人成績 | 国内大会個人成績 | 国内大会個人成績 | 国内大会個人成績 | 国内大会個人成績          | 国内大会個人成績 | 国内大会個人成績  | 国内大会個人成績 | 国内大会個人成績 | 国内大会個人成績 | 国内大会個人成績 |
| 年度             | クラブ           | 背番号           | リーグ           | リーグ戦         | リーグ戦                  | リーグ杯         | リーグ杯          | オープン杯       | オープン杯       | 期間通算         | 期間通算         |
| 年度             | クラブ           | 背番号           | リーグ           | 出場             | 得点                      | 出場             | 得点              | 出場             | 得点             | 出場             | 得点             |
| 日本             | 日本             | 日本             | 日本             | リーグ戦         | リーグ戦                  | JSL杯/ナビスコ杯 | JSL杯/ナビスコ杯  | 天皇杯           | 天皇杯           | 期間通算         | 期間通算         |
| ---------------- | ---------------- | ---------------- | ---------------- | ---------------- | ------------------------- | ---------------- | ----------------- | ---------------- | ---------------- | ---------------- | ---------------- |
| 1986-87          | フジタ           | 19               | JSL1部           | 21               | 0                         |                  |                   |                  |                  |                  |                  |
| 1987-88          | フジタ           | 19               | JSL1部           | 19               | 0                         |                  |                   |                  |                  |                  |                  |
| 1988-89          | フジタ           | 19               | JSL1部           | 22               | 0                         | 2                | 0                 |                  |                  |                  |                  |
| 1989-90          | フジタ           | 19               | JSL1部           | 10               | 0                         | 3                | 0                 |                  |                  |                  |                  |
| 1990-91          | フジタ           | 5                | JSL2部           | 29               | 0                         | 1                | 0                 |                  |                  |                  |                  |
| 1991-92          | フジタ           | 5                | JSL2部           | 30               | 4                         | 1                | 0                 |                  |                  |                  |                  |
| 1992             | 市原             | -                | J                | -                | -                         | 9                | 0                 |                  |                  |                  |                  |
| 1993             | 市原             | -                | J                | 19               | 0                         | 4                | 0                 | 0                | 0                | 23               | 0                |
| 1994             | 市原             | -                | J                | 28               | 2                         | 0                | 0                 | 2                | 0                | 30               | 2                |
| 1995             | 市原             | -                | J                | 11               | 0                         | -                | -                 | 0                | 0                | 11               | 0                |
| 通算             | 日本             | 日本             | J                | 58               | 2                         | 13               | 0\|\|\|\|\|\|\|\| |                  |                  |                  |                  |
| 通算             | 日本             | 日本             | JSL1部           | 72               | 0\|\|\|\|\|\|\|\|\|\|\|\| |                  |                   |                  |                  |                  |                  |
| 通算             | 日本             | 日本             | JSL2部           | 59               | 4                         | 2                | 0\|\|\|\|\|\|\|\| |                  |                  |                  |                  |
| 総通算           | 総通算           | 総通算           | 総通算           | 189              | 6\|\|\|\|\|\|\|\|\|\|\|\| |                  |                   |                  |                  |                  |                  |

## 代表歴
- 1994年 日本代表候補

## 作品

### シングル
- RAIN OR SHINE（1994年1月19日）「ミッシェル宮澤」名義

## 出演

### テレビ
- NHKサッカー解説（Jリーグ中継、Jリーグタイムなど）
- NHK「サタデースポーツ」Jリーグコメンテーター（2004年8月 - ）
- NHK新潟放送局　新潟ニュース610のコーナー「ミシェルが斬る」
- BSジャパン 「サッカーTVワイド」サッカー解説
- 2004年アテネオリンピック・ジャパンコンソーシアムサッカー解説
- 千葉テレビ放送「月刊ジェフくら」司会
- テレビユー福島「学校が好き!」司会
- ツレがうつになりまして。（NHK）原田泰造の上司役
- WOWOW 「リーガ・エスパニョーラ（Liga Española）」サッカー解説
- WOWOW 「リーガダイジェスト!」解説
- 鉄道写真物語 1枚にかける旅 第16回・第17回 (TwellV) 山本昌邦と共演、鉄道写真対決
- 千葉テレビ放送「ビジネスフラッシュ 2nd Stage」→「ビジネスビジョン」MC

### ラジオ
- 地方AMラジオ局「炎のキックオフ」パーソナリティー
- 朝日放送ラジオ「突撃!!オフサイドトーク」パーソナリティー
- 地方AMラジオ局「宮澤ミシェル・サッカー倶楽部」パーソナリティー
- 静岡放送ラジオ「宮澤ミシェルのスポーツナビ」パーソナリティ（毎週土曜日15:00-17:00）

### CM
- 白元「ワイパアワン」

### イベント
- ブレイクスルーメンタリティ「メンタリティの怖さ！勝ち残る人とグラウンドを去る人」（神藤啓司のアスリートメンタリティ研究会2011年4月15日）